# Inger Brattström
Inger Elisabet Brattström, geboren Högelin (27 augustus 1920 – Saltsjöbaden, 17 mei 2018), was een Zweeds auteur van jeugdliteratuur. 

## Loopbaan
Haar moeder Lisa Högelin schreef meisjesboeken en haar vader Gösta Högelin dieren- en jongensboeken. Brattström deed eindexamen in 1940 en studeerde psychologie aan de Universiteit van Stockholm in 1952 en 1953.
Inger Högelin schreef haar eerste meisjesboek, Elsies svåra år, toen ze 16 jaar was. De eerste boeken spelen zich af in de veilige voorsteden zoals Saltsjöbaden, waar de auteur altijd gewoond heeft. Later heeft ze geschreven over minder bevoorrechte jongeren, zoals in Le lite grann en Låsningen. In Hittebarn från Bangalore, Ravindras väg från byn en Susila Sanna tur och retur schreef ze over een geadopteerd kind uit India. In Selime - utan skyddsnät schreef ze over een familie van vluchtelingen die niet in Zweden mochten verblijven. Ze publiceerde eerst onder de naam Inger Högelin, daarna als Inger Högelin-Brattström en ten slotte liet ze de naam Högelin weg.  
Sonmodern gaat over Inger Brattströms eigen overgrootmoeder Gustafva Norell. Haar boek Unn och grottorna werd in het Nederlands vertaald onder de titel Ung en de grotten. Veel van haar boeken zijn in het Duits vertaald, enkele ook in het Engels.
Inger Brattström werd 97 jaar oud.

## Prijzen en onderscheidingen
- Nils Holgersson-plaque (1967)
- Astrid Lindgren-prijs (1982)
- Kind- en jeugdprijs van de Oostenrijkse staat voor Slöjan (1987)
- En bok för allas vänners Läsfrämjarpris (2011)

## Bron
- Dit artikel of een eerdere versie ervan is een (gedeeltelijke) vertaling van het artikel Inger Brattström op de Zweedstalige Wikipedia, dat onder de licentie Creative Commons Naamsvermelding/Gelijk delen valt. Zie de bewerkingsgeschiedenis aldaar.

- Bibsys: 90158325
- Gemeinsame Normdatei: 138702322
- International Standard Name Identifier: 0000 0001 1027 7386
- Library of Congress Control Number: n78093588
- Nationale Bibliotheek van Letland: 000193405
- Nederlandse Thesaurus van Auteursnamen: 069537763
- LIBRIS: 265369
- Virtual International Authority File: 90963044
- WorldCat: E39PBJdx9xK8jbK9W9DmJvjjYP